# Calochortus howellii
Calochortus howellii är en liljeväxtart som beskrevs av Sereno Watson. Calochortus howellii ingår i släktet Calochortus och familjen liljeväxter. Inga underarter finns listade.